# Siebel Fh 104
El Siebel Fh 104 Hallore era una aeronave bimotor de transporte, comunicaciones y  enlace  alemán  construidos por Siebel.

## Diseño y desarrollo
En 1934,  Klemm Leichtflugzeugbau instaló una fábrica nueva en Halle, para producción de aeronaves totalmente metálicas  (contrariamente a las aeronaves ligeras de madera y tejido de Klemm transfiriendo el desarrollo de un bimotor de transporte, el Klemm Kl 104 a la fabrica de Halle siendo redesignado Fh 104.  EL control de Klemm fue transferido de la fábrica a Fritz Siebel en 1937, el año que el prototipo del Fh 104 voló.
Con fuselaje de metal, alas de madera contrachapada  y un tren de aterrizaje hidráulicos que se retraia a las nacelas del motor. Fue conocido como el 'Hallore'  dado a aquellos nacido en aquella ciudad (Halle) .

### Rendimiento
El Fh 104s ganó varias competiciones de vuelo de larga distancia  en 1938 y un ejemplar voló 40,000 km alrededor África en 1939. Ganó el premio principal del 1938 Littorio Rally.  Durante Segunda Guerra Mundial la aeronave fue utilizada como aeronave de transporte personal por algunos de los oficiales jefes de la Wehrmacht como Adolf Galland, Albert Kesselring y Ernst Udet.  Al menos 15 aeronaves aparecieron en el registro civil pre-bélico alemán. Fue también utilizado para entrenar de tripulaciones aéreas de la Luftwaffe.
El  Siebel Si 204 más grande estuvo basado sobre él..

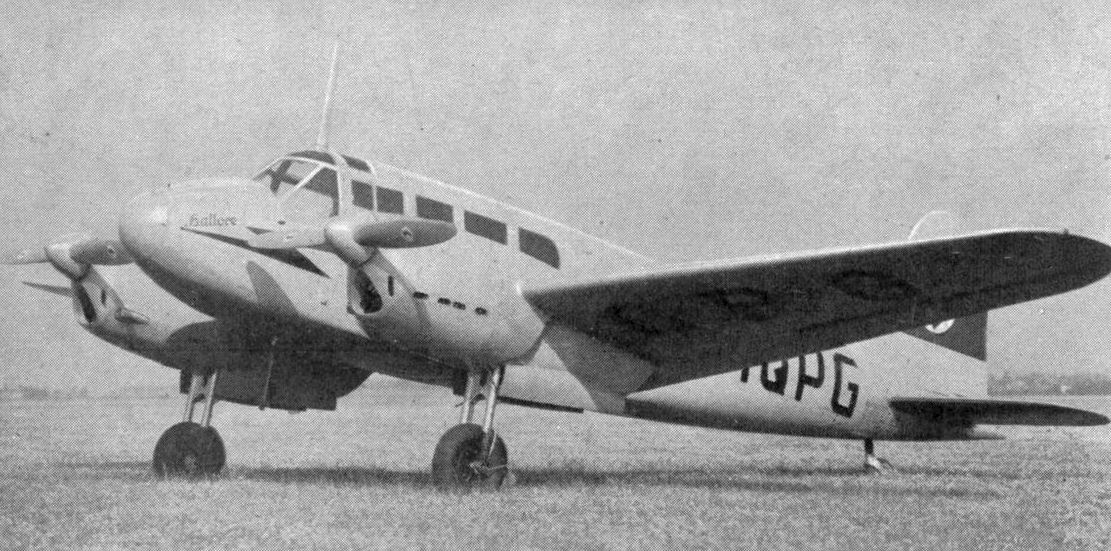
Siebel Fh.104 foto de L'Aerophile julio 1937

## Usuarios
Alemania
- Luftwaffe

  Checoslovaquia
- Fuerza de aire checoeslovaca  (De la posguerra)

 Eslovaquia 
- Fuerza de Aire del eslovaco (1939@–45)

## Especificaciones (Fh 104)

### Rendimiento
- Alcance: km
- Radio de acción: km
- Alcance en combate: km
- Alcance en ferry: km

- Tripulación: 1 piloto
- Capacidad: Más de 5 pasajeros
- Longitud: 9.50 m (31 pies 2 Pulgadas)
- Envergadura: 12.06 m (39 pies 7 pulgadas)
- Altura: 2.64 m (8 pies)
- Área alar: 22.3 m² (240 pies²)
- Peso vacío: 1,510 kg (3,329 lb)
- Peso cargado: 2,350 kg (5,181 lb)
- Motor: 2 × motores de V8 invertida Hirth HM 508D, 209 kW (280 hp) cada uno

Rendimiento
- Velocidad maxima: at sea level 350 km/h (217 mph)
- Velocidad de crucero: 335 km/h (208 mph)
- Autonomía: 920 km (572 miles)
- Techo de servicio: 6,600 m (21,650 ft)
- Tasa de ascenso: [1] to 1,000 m (3050 ft) 6.0 m/s (1,090 ft/min)